# Budd
Budd es un personaje ficticio creado por Quentin Tarantino. Es uno de los principales antagonistas de las películas Kill Bill. Está interpretado por Michael Madsen.

## Biografía

### Pasado
Después de la terrible masacre, Budd se retiró a vivir una vida en el desierto de Barstow, California, trayendo con él la espada de Hattori Hanzō, que le dio su hermano Bill. Tras encontrarse con su hermano Bill, le dijo que la vendió en una tienda por $250. 
Después de la disolución del Escuadrón Asesino Víbora Letal, Budd se convirtió en un alcohólico y comenzó a trabajar en un lavado de autos y luego como portero en un club de estriptis, sin tener más contacto con Bill.

### Volumen 1
Budd aparece al final del Volumen 1 diciendo que después de lo que le hicieron a la novia todos merecían morir para pagarlo.

### Volumen 2
Al igual que el resto del Escuadrón, atacan y casi matan a su excompañera, Beatrix Kiddo/La Novia, que se encontraba ensayando su matrimonio, dejándola en coma durante cuatro años.
Cuatro años más tarde le avisan por teléfono que Beatrix había despertado de un coma y ya había matado a O-Ren Ishii, sus guardaespaldas (The Crazy 88) y a Vernita Green. Budd, al parecer por remordimiento, dijo que la voluntad de Beatrix no estaba equivocada, porque se merecía su venganza, pero añadió que no se obtiene tan fácilmente. 
Esa misma noche, La Novia trató de atacar a Budd al entrar sigilosamente en su caravana: él, sin embargo, disparó rápidamente su sal gruesa en el pecho, dejándola en el suelo y sangrando, e inyectó el sedante para evitar que reaccionara.
Budd ve que Beatrix tiene una katana de Hanzo y pensó que podría ganar una buena suma de dinero de parte de Elle Driver, y le propone comprarla a un precio de un millón de dólares: ella está de acuerdo, pidiendo a cambio una muerte atroz para la Novia.
Budd no mató a la Novia, pero se aprovecha de su aturdimiento y se la lleva a un cementerio abandonado y la entierra viva con la ayuda de su amigo, un matón corpulento llamado Ernie, en la tumba de Paula Schulz.
Después de la entrega de la espada de Hanzo a Elle Driver, Budd descubrió que la bolsa que contiene el millón de dólares tenía en su interior una mamba negra, una trampa de Elle. La serpiente mortal saltó del maletín, muerde a Budd tres veces en la cara, causando la muerte por insuficiencia respiratoria en cuestión de minutos. Más tarde, en la lucha de Beatrix y Elle, Beatrix descubre que Budd tiene la katana de su hermano guardada en la caravana, y en la espada estaba grabado: «A mi hermano Budd, el único hombre al que he amado. Bill».